# Список объектов всемирного наследия ЮНЕСКО в Люксембурге
В списке Всеми́рного насле́дия ЮНЕ́СКО в Вели́ком Ге́рцогстве Люксембу́рг значится 1 наименование (на 2014 год), это составляет 0,1 % от общего числа (1248 на 2025 год). Единственный объект включен в список по культурным критериям. Великое Герцогство Люксембург ратифицировало Конвенцию об охране всемирного культурного и природного наследия 28 сентября 1983 года. Единственный объект, находящийся на территории Люксембурга был занесен в список в 1994 году на 18-й сессии Комитета всемирного наследия ЮНЕСКО.

## Список
В данной таблице объекты расположены в порядке их добавления в список всемирного наследия ЮНЕСКО.
| # | Изображение | Название                                                                                                | Местоположение                      | Время создания | Год внесения в список | №     | Критерии |
| - | ----------- | --- | ----------------------------------- | -------------- | --------------------- | ----- | -------- |
| 1 |             | Старинные кварталы и укрепления города Люксембург (люкс. D'Alstad an d'Festung vun der Stad Lëtzebuerg) | Город: Люксембург Округ: Люксембург | С XVI века     | 1994                  | № 699 | iv       |